# Joice Mujuru
Joice Runaida Mujuru (nata Mugari; (Mount Darwin, 15 aprile 1955) è una politica e rivoluzionaria zimbabwese, conosciuta con il nome di battaglia Teurai Ropa Nhongo, è stata Vice Presidente dello Zimbawe dal 2004 al 2014. In precedenza è stata Vice Presidente del partito ZANU–PF. Fu a lungo considerata come un potenziale successore del Presidente Robert Mugabe ma nel 2014 fu denunciata per complotto contro Mugabe. Di conseguenza perse il posto di Vice Presidente e quello di leader del partito. Pochi mesi più tardi, dopo essere stata espulsa dal partito, ha dato vita ad un nuovo movimento politico, lo Zimbabwe People First.

## Biografia
Joice Runaida Mugari è nata nel distretto nord-orientale dello Zimbabwe di Mount Darwin, una Shona del gruppo linguistico Korekore. Ha frequentato una scuola missionaria dell'Esercito della Salvezza, Howard High a Chiweshe nella provincia centrale del Mashonaland.
Dopo aver completato due anni di istruzione secondaria, decise di unirsi alla Rhodesian Bush War. Si dice che abbia abbattuto un elicottero con una mitragliatrice il 17 febbraio 1974 dopo essersi rifiutata di fuggire. L'incidente dell'abbattimento dell'elicottero è stato negato con veemenza dal presidente dei veterani di guerra, Christopher Mutsvangwa, dopo l'espulsione di Mugari dal partito; anche altri esperti balistici hanno messo in dubbio la possibilità di abbattere un elicottero con un'arma così leggera come narrato nella sua storia. Nel 1975 era l'istruttrice politica di due basi militari. A 21 anni, Mujuru era comandante del campo militare e profughi di Chimoio in Mozambico.
Ha preso il nome di battaglia di Teurai Ropa Nhongo e poi è diventata una delle prime donne comandanti nelle forze ZANLA di Mugabe. Nel 1977 sposò Solomon Mujuru, conosciuto allora con il suo nome di guerra Rex Nhongo, vice comandante in capo dello ZANLA. Nello stesso anno è diventata il membro più giovane del Comitato Centrale dello ZANU, membro dell'Esecutivo Nazionale. La sua attività politica l'ha resa un obiettivo per le forze di sicurezza rhodesiane, che hanno cercato di catturarla ma senza successo. Nell'ambito dell'Operazione Dingo, il campo ZANLA di Chimoio fu attaccato dai soldati rhodesiani il 23 novembre 1977. Mujuru riuscì a sfuggire alla cattura nascondendosi in una latrina comunale. Nel 1978, quando il suo campo fu attaccato, Muruju, all'epoca incinta di nove mesi, era ancora una combattente attiva. Ha partorito solo pochi giorni dopo.